# 親衛隊第8師
親衛隊第8「弗洛里安·蓋爾」騎兵師（德語：8. SS-Kavallerie-Division "Florian Geyer"）是納粹德國武裝親衛隊的一個騎兵師，於1942年時由親衛隊騎兵旅為核心擴編，加入來自各地的志願者組成，1944年年底時仍有13,000人。其主要任務為「鎮壓匪徒」，但也在東線的佔領區殺害了數以萬計的平民。

## 編成
本師約有40%的成員是來自巴納特或特蘭西瓦尼亞的德意志人，曾參與1943年的鎮壓華沙猶太區起義。本師於1944年3月以弗洛里安·蓋爾命名，他是15世紀的一位法蘭肯貴族，在德意志農民戰爭中以率領「黑色連隊」而知名；本師的老兵在一個月後又被抽調組建了武裝親衛隊第22「瑪麗亞·特蕾西亞」志願騎兵師。

## 作戰歷程
本師編成後隨即被調往東線，曾於勒熱夫、奧廖爾地區作戰，隸屬於中央集團軍後方指揮部。1943年3月，第9軍團準備执行水牛行动，撤出勒熱夫的突出部，便由親衛隊第8師負責先行的鎮壓匪徒行動，另外四個國防軍的師、警察及親衛隊其他單位也參與了這次行動，至少有3,000名俄國人被殺，但繳獲的武器卻不成比例的少，其中大多數可能只是被誣指為游擊隊的平民。作為撤退計畫的一部份，第9軍團的指揮官莫德爾一級上將執行了焦土戰術，所有的男性居民都遭驅逐，水井被投毒，超過20個村莊被夷為平地，但也有效阻滯了紅軍的追擊。
在勒熱夫戰役落幕後，本師被調至白俄羅斯的博布魯伊斯克繼續清剿行動，直到9月份時再調往南方，支援德軍退卻到第聶伯河右岸。10月，本師轉往匈牙利，在當地獲得了驅逐戰車營與突擊砲營的增援，偵察營也改編為裝甲偵察營。重組完成後，本師移防至克羅埃西亞，但有不少新兵是來自匈牙利東部的多瑙河士瓦本人（Shwoveh）；他們在1944年時又調回匈牙利，參加特蘭西瓦尼亞地區的戰鬥。
1944年底，本師連同親衛隊第9山地軍一同困守布達佩斯，最後在圍城戰中遭到摧毀，最後一任指揮官魯莫爾在突圍時重傷，最後舉槍自盡；30,000名親衛隊第9山地軍的官兵中，只有800餘人成功撤回至德國本土。.

## 指揮官
- 親衛隊旅團領袖 古斯塔夫·隆巴德（英语：Gustav Lombard） (1924年3月 - 1942年4月)
- 親衛隊集團領袖 赫尔曼·费格莱因 (1942年4月 - 1942年8月)
- 親衛隊上級集團領袖 威廉·畢特利希 (1942年8月 - 1943年2月15日)
- 親衛隊旅團領袖 弗里茨·弗赖塔格（英语：Fritz Freitag） (1943年2月15日 - 1943年4月20日)
- 親衛隊旅團領袖 古斯塔夫·隆巴德（英语：Gustav Lombard） (1943年4月20日 - 1943年5月14日)
- 親衛隊集團領袖 赫尔曼·费格莱因 (1943年5月14日 - 1943年9月13日)
- 親衛隊集團領袖 布魯諾·施特雷肯巴赫（英语：Bruno Streckenbach） (1943年9月13日 - 1943年10月22日)
- 親衛隊集團領袖 赫尔曼·费格莱因 (1943年10月22日 - 1944年1月1日)
- 親衛隊集團領袖 布魯諾·施特雷肯巴赫（英语：Bruno Streckenbach） (1944年1月1日 - 1944年4月14日)
- 親衛隊旅團領袖 古斯塔夫·隆巴德（英语：Gustav Lombard） (1944年4月14日 - 1944年7月1日)
- 親衛隊旅團領袖 約阿希姆·魯莫爾（英语：Joachim Rumohr） (1944年7月1日 - 1945年2月11日)

## 註腳
1. ↑  Lumsden（1997年），第210页
2. ↑  Wendel
3. ↑  Newton 2006，第212–216頁.
4. 1 2 3  Mitcham, German Order of Battle, Volume 3. p 150

## 資料來源
- （德文）Wendel, Marcus. . Axis History.   [2016-06-23]. （原始内容存档于2016-04-08）.
- （英文）Lumsden, Robin. . Sutton Publishing. 1997. ISBN 0750940506.